# Mason, Tennessee
Mason är en ort i Tipton County i Tennessee. Orten har fått sitt namn efter plantageägaren James E. Mason. Mason hade 1 609 invånare enligt 2010 års folkräkning.